# Konjic (Osečina)
Konjic es un pueblo ubicado en la municipalidad de Osečina, en el distrito de Kolubara, Serbia.

## Superficie
Posee una superficie de 7,029 kilómetros cuadrados.

## Demografía
Hasta 2011 la población era de 320 habitantes, con una densidad de población de 45,52 habitantes por kilómetro cuadrado.